# Gąski (województwo kujawsko-pomorskie)
Gąski – wieś w Polsce położona w województwie kujawsko-pomorskim, w powiecie inowrocławskim, w gminie Gniewkowo.

## Podział administracyjny
W latach 1954–1957 wieś należała i była siedzibą władz gromady Gąski, po jej zniesieniu w gromadzie Gniewkowo. W latach 1975–1998 miejscowość administracyjnie należała do województwa bydgoskiego.

## Demografia
Według Narodowego Spisu Powszechnego (III 2011 r.) wieś liczyła 397 mieszkańców. Jest szóstą co do wielkości miejscowością gminy Gniewkowo.

## Prace archeologiczne na terenie wsi
W latach 80. XX w. na terenie wsi prowadzono wykopaliska archeologiczne przez profesor Aleksandrę Cofta-Broniewską. Odkryto wówczas cmentarzysko z przełomu nowej i starej ery z ok. 120 grobami szkieletowymi i ciałopalnymi, usytuowanymi półkoliście wokół.
Kolejne wykopaliska miały miejsce w 2013 i 2014 roku, kiedy to odkryto potężnych rozmiarów grobowiec, który usypano w kształcie piramidy, ponad 6 tysięcy lat temu. Następnie w 2015 roku na innym stanowisku odkryto srebrne monety i ozdoby pochodzące z X wieku. Znaleziono głównie monety arabskie (dirhemy) pochodzące z terenów dzisiejszego Uzbekistanu, Tadżykistanu i wschodniego Iranu. Obu odkryć dokonali archeolodzy z UAM w Poznaniu z dr. Józefem Bednarczykiem na czele.

## Oświata
Wieś ma charakter czysto rolniczy. We wsi znajduje się szkoła podstawowa (dawniej Niepubliczna Szkoła Podstawowa i Niepubliczne Gimnazjum). Stara część szkoły została wzniesiona w 1905 roku. W roku 1989 szkole nadano imię Józefa Kostrzewskiego (1885–1969), polskiego archeologa, pod którego przewodnictwem prowadzono prace archeologiczne na terenie wsi i w jej okolicach.

## Religia
W Gąskach kościół został zbudowany w latach 1906–1909 przez gminę protestancką i do niej należał do 1945 roku. Po II wojnie światowej świątynia została przekazana parafii rzymskokatolickiej w Parchaniu jako mienie poniemieckie. Parafia rzymskokatolicka z kościołem parafialnym pw. Chrystusa Króla Wszechświata została erygowana w Gąskach w lipcu 1974 roku, a pierwszym proboszczem został ksiądz Eugeniusz Kuberka. Obecnie (2024) proboszczem jest Przemysław Tabaczka, który pod swoją opieką ma także parafię w sąsiednim Parchaniu. Do parafii przynależy także cmentarz.